# 韓全誨
韓 全誨（かん ぜんかい、? - 903年）は、唐末の宦官。

## 生涯
韓全誨は、宦官の韓文約の養子であり、右神策軍護軍中尉に任ぜられた。鳳翔節度使の李茂貞と親交があった。
天復元年（901年）、昭宗が幽閉されると、宰相の崔胤は、朱全忠を召し出して昭宗を救出した。昭宗が韓全誨によって鳳翔に動座させられると、朱全忠は、5万の兵を率いて鳳翔を包囲し、虢県の西の槐林駅にて李茂貞の軍と戦った。
天復2年（902年）冬、鳳翔は大雪が降り、城内の食糧は尽き、数え切れないほどの死者が発生した。
天復3年（903年）正月6日、李茂貞は、昭宗に対し、「四貴」と呼称された4人の宦官（中尉の韓全誨・張彦弘・枢密使の袁易簡・周敬容）を誅殺することを上奏し、宦官の第五可範に左軍中尉を継任させ、仇承坦を右軍中尉に、王知古を上院枢密使に、楊虔朗を下院枢密使に任じた。この夜、神策都将の李継誨・李彦弼ら22人を斬殺し、李茂貞の義子である李継筠もまた斬殺した。翌日、李茂貞は、韓全誨ら22人の首級を梁軍（朱全忠軍）に送り、朱全忠と和解しようとしたところ、朱全忠は李振を派遣して謝意を表させた。時を置かずして、崔胤は、鳳翔に付き従った宦官72人を探し出して誅殺し、朱全忠は、再び京兆に命じて退官した宦官を密かに捕らえて90人を殺害した。李茂貞は昭宗を護送して城を出て、昭宗は長安に帰還した。3月31日、韓全誨が献じた宮人の宋柔ら11人のほか、僧・道士と、宦官と親しい者ら20余人は、京兆に送られて、杖殺された。